# أداما سوماورو
باكاري أداما سوماورو (بالفرنسية: Bakary Adama Soumaoro) (مواليد 18 يونيو 1992) هو لاعب كرة قدم فرنسي ، يلعب في مراكز قلب الدفاع والظهيرين الأيمن والأيسر ، ويلعب حاليًا لنادي ليل الفرنسي.

## وصلات خارجية
- أداما سوماورو على موقع الاتحاد الأوربي (الإنجليزية)
- أداما سوماورو على موقع قاعدة بيانات كرة القدم.إي يو (الإنجليزية)
- أداما سوماورو على موقع ليكيب (الفرنسية)
- أداما سوماورو على موقع Soccerbase.com (لاعب) (الإنجليزية)
- أداما سوماورو على موقع Soccerway.com (الإنجليزية)
- أداما سوماورو على موقع AS.com (الإسبانية)